# محوطه میس کمرا
محوطه میس کمرا مربوط به دوران‌های تاریخی پس از اسلام است و در شهرستان مینودشت، بخش گالیکش، روستای کندسکوه واقع شده و این اثر در تاریخ ۲۷ مرداد ۱۳۸۲ با شمارهٔ ثبت ۹۷۳۱ به‌عنوان یکی از آثار ملی ایران به ثبت رسیده است.